# National Highway 45
Der National Highway 45 (NH 45) oder Grand Southern Trunk Road (GST Road) ist eine Fernstraße (National Highway) im indischen Bundesstaat Tamil Nadu. Er führt von Chennai nach Theni und hat eine Länge von 472 Kilometern.
Der National Highway 45 beginnt im Süden Chennais an der Anschlussstelle Kathipara Junction als Verlängerung von Chennais Hauptstraße Anna Salai (Mount Road). Von dort führt er in Richtung Südwesten über Tambaram, Tindivanam, Villupuram, Tiruchirappalli, Manapparai, Dindigul und Periyakulam nach Theni. Der National Highway 45 verbindet die Hauptstadt Chennai mit Zentral-Tamil-Nadu und ist daher die wichtigste Verkehrsachse des Bundesstaates. Zwischen Chennai und Tiruchirappalli ist die Straße vierspurig ausgebaut. Vor allem in den Vororten Chennais kommt es wegen des erheblichen Verkehrsaufkommens bei gleichzeitig dichter Besiedlung häufig zu tödlichen Unfällen.
Der Name Grand Southern Trunk Road verweist auf die historische Grand Trunk Road in Nordindien.

## Bilder

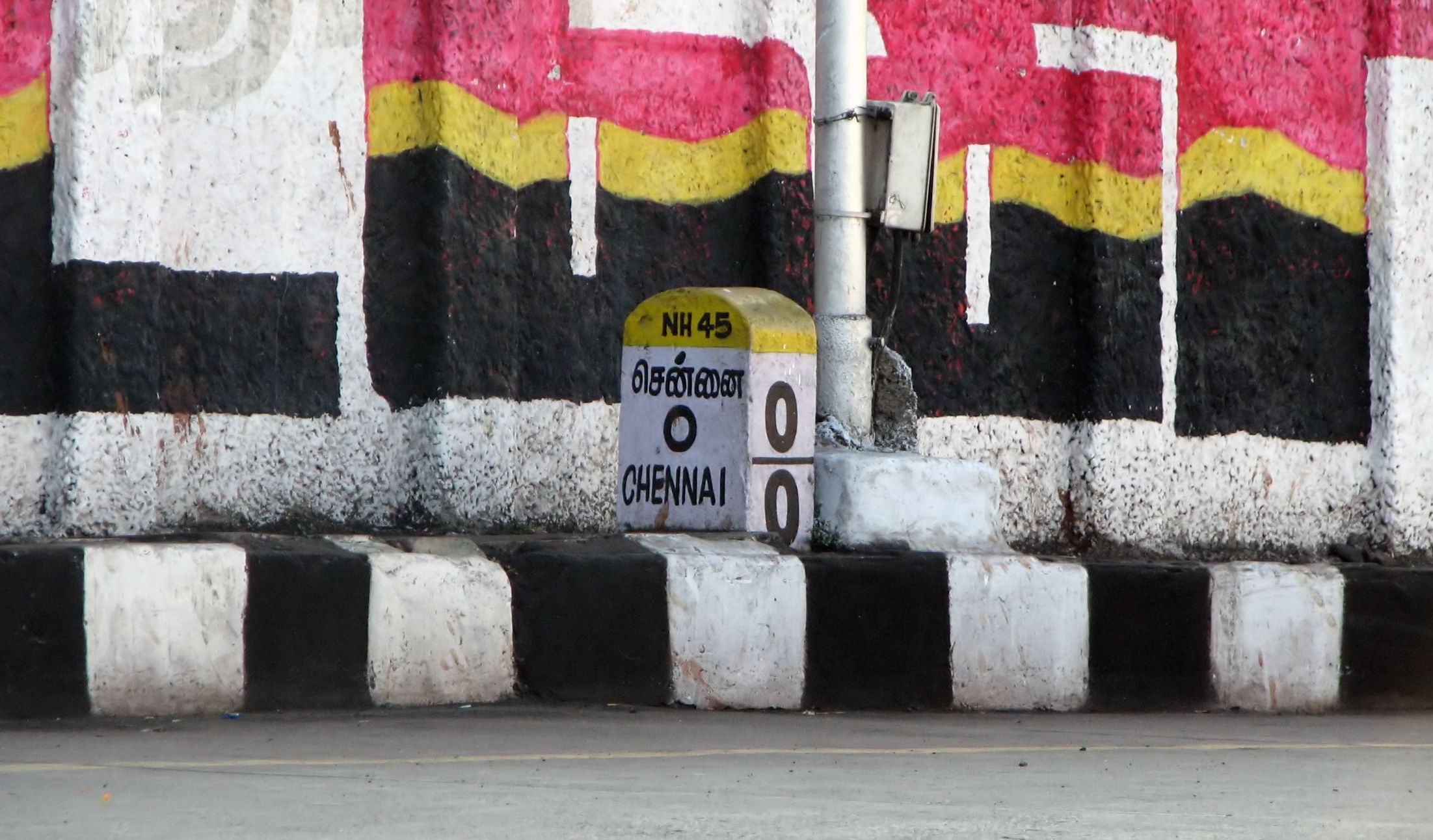
Kilometer 0 in Chennai